# Kile
Kile — текстовий редактор для LaTeX. Kile заснований на стандартному для KDE редакторі Kate та працює у UNIX-подібних операційних системах, зокрема під Linux й Mac OS X. Підтримуються автодоповнення коду й тексту. Включена можливість вставляти команди METAPOST та багато команд LaTeX.
Починаючи з версії 2.1 використовує  Qt 4 та KDE 4.